# Joel Osteen

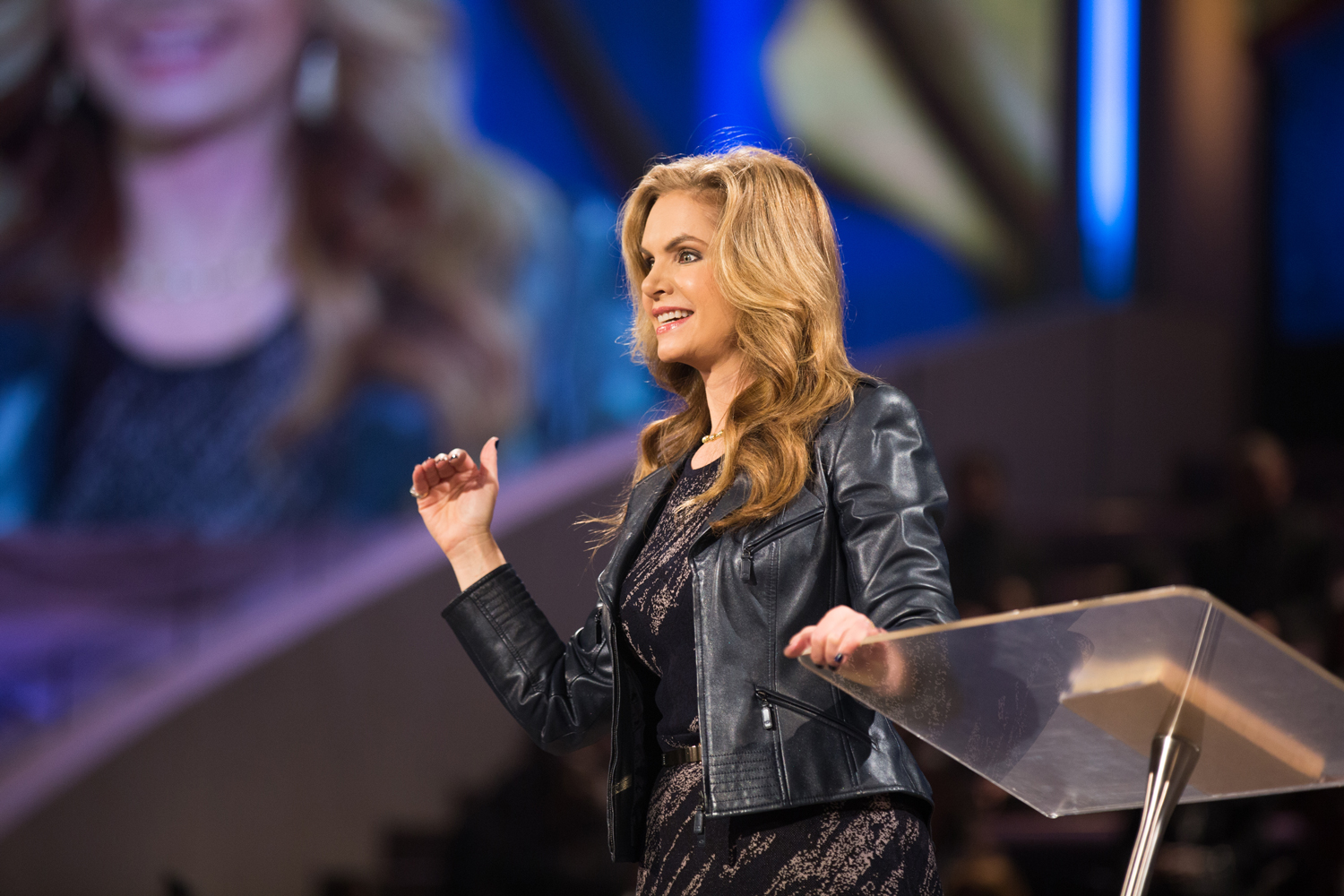
Victoria Osteen

Joel Osteen (Houston, 5 maart 1963) is een Amerikaanse schrijver, televisieprediker en de senior pastor van de Lakewood Church in Houston. Zijn kerk bereikt via radio en televisie wekelijks meer dan zeven miljoen kijkers in meer dan 100 landen over de hele wereld.

## Biografie
Joels vader, John Osteen, een voormalig Southern Baptist dominee, richtte in 1959 de Lakewood Church op. De kerk groeide snel tot ongeveer zesduizend leden met actieve takken op het gebied van televisie, conferenties, missionarisondersteuning en voedseldistributie.
Na 17 jaar de productie van het kerkelijke tv-programma te hebben verzorgd, volgde Joel Osteen zijn vader op 3 oktober 1999 op als senior pastor van de Lakewood Church. Joel had toen nog slechts één keer in zijn leven gepreekt: de week voor de dood van zijn vader. Sinds zijn aantreden is de kerk verder gegroeid en beschikt inmiddels over een gebouw met 16.800 zitplaatsen en ontvangt gemiddeld 52.000 bezoekers per week tijdens de vier Engelstalige en twee Spaanstalige diensten. De kerk was vroeger bekend als het Compaq Center. Het was een sportarena waar verschillende clubs uit Houston hun wedstrijden speelden.
Hij trouwde op 4 april 1987 met Victoria L. Iloff. Zij is co-pastor van de Lakewood Church. Samen hebben zij twee kinderen, Jonathan en Alexandra. Osteens oudere broers en zussen Paul, Lisa en Tamara en zijn jongere zusje April zijn ook betrokken bij de fulltime staff van de Lakewood Church. Joels half-broer Justin doet zendingswerk in de buurt van New York.